# Sympodomma anomalum
Sympodomma anomalum är en kräftdjursart som först beskrevs av Sars 1873.  Sympodomma anomalum ingår i släktet Sympodomma och familjen Bodotriidae. Inga underarter finns listade i Catalogue of Life.